# 柏林庄站
柏林庄站是石家庄地铁3号线的地铁车站，位于中华人民共和国河北省石家庄市新华区中华北大街与柏林路交叉口，于2020年1月20日开通。

## 车站结构
柏林庄站位于中华北大街与柏林路交叉口，沿中华北大街设置，呈南北走向，为地下两层岛式站台车站，车站长210.847米，标准段宽21.2米，车站地下一层为站厅层，地下二层为站台层，站台设置全高站台门。
| 地面              | 出入口 | A、C、D出入口                                                                                       |
| 地下一层          | 站厅   | 客服中心、自动售票机、验票机                                                                        |
| 地下二层          | 站台   | \| \| \| █ 3号线往西三庄（高柱） \| \| 島式 · 開左邊车门 \| \| \| \| \| \| █ 3号线往乐乡（市庄） \| |
|                   |        | █ 3号线往西三庄（高柱）                                                                             |
| 島式 · 開左邊车门 |        | |
|                   |        | █ 3号线往乐乡（市庄）                                                                               |

## 车站出口
柏林庄站目前开放3个出入口，各出口及周围设施如下所示：
| 出口编号                             | 照片 | 地点                               | 可到达目的地                   |
| ------------------------------------ | ---- | ---------------------------------- | ------------------------------ |
| 出口 · A · 升降机标志 · 扶手电梯标志 |      | 中华北大街（东侧），柏林路（北侧） | 汉和熙地，柏林北区二区         |
| 出口 · C · 扶手电梯标志              |      | 中华北大街（西侧）                 | 高柱小区，石家庄市第三十八中学 |
| 出口 · D · 扶手电梯标志              |      | 中华北大街（西侧）                 | 高柱小区，荣鼎天下             |
| 註： 設有 \| 設有扶手電梯            |      |                                    |                                |

## 接驳交通

### 公交车
- 尚宾城(高柱小区)：8路，17路，41路，108路，117路，132路，S3线，西柏坡红色旅游专1路

## 历史
本站工程名与正式站名均为柏林庄站，以车站所处的柏林庄社区命名。
- 2020年1月20日，本站随3号线一期北段通车一同开通[1]。
- 2021年1月9日，受新冠疫情影响，车站暂停运营[3]。2月19日，车站恢复运营[4]。
- 2022年8月28日，受新冠疫情影响，车站暂停运营[5]。9月6日，车站恢复运营[6]。